# Hexastylis
Hexastylis, biljni rod trajnica iz porodice Aristolochiaceae rasprostranjen po istoku SAD-a, poglavito po planinama Appalachian
Njegove vrste (16) često se uklapaju u rod Asarum.

## Vrste
1. Hexastylis arifolia (Michx.) Small
2. Hexastylis chueyi (Sinn) Weakley & D.B.Poind.
3. Hexastylis contracta H.L.Blomq.
4. Hexastylis finzelii B.R.Keener
5. Hexastylis harperi (Gaddy) B.R.Keener & L.J.Davenp.
6. Hexastylis heterophylla (Ashe) Small
7. Hexastylis lewisii (Fernald) H.L.Blomq. & Oost.
8. Hexastylis minor (Ashe) H.L.Blomq.
9. Hexastylis naniflora H.L.Blomq.
10. Hexastylis rhombiformis Gaddy
11. Hexastylis rollinsiae B.R.Keener & Todia
12. Hexastylis rosei (Sinn) Weakley & D.B.Poind.
13. Hexastylis shuttleworthii (Britten & Baker) Small
14. Hexastylis sorriei Gaddy
15. Hexastylis speciosa R.M.Harper
16. Hexastylis virginica (L.) Small